# Vagedes (Adelsgeschlecht)

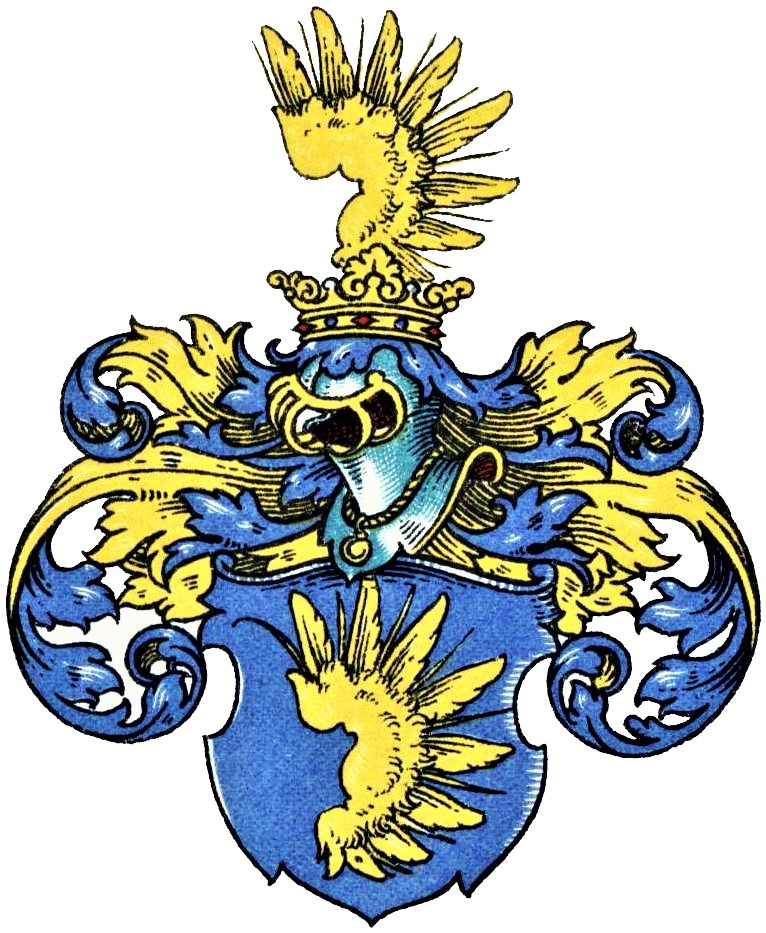
Wappen derer von Vagedes im Wappenbuch des Westfälischen Adels

Vagedes ist der Name eines westfälischen Adelsgeschlechts.

## Geschichte
Die Familie stammt aus Münster. Dort war schon 1472 eine Alheidis Vagedes Thesauraria im Kloster St. Aegidii. 1583 verstarb Anna Vagedes, Laienschwester im Kanonissenstift Herzebrock. 1604 erscheint ein Notar Arnold Vagedes, der als Sekretar des Münsteraner Rats wirkte. Sein Sohn Johannes Vagedes († 1663) war Domvikar zu Paderborn und 1646–1659 Generalvikar des Bistums Münster sowie 1659–1663 der Stadt Münster. Friedrich Christian Vagedes († 1730) war Oberkriegskommissar und im Auftrag des Münsteraner Domkapitels Rentmeister zu Horstmar. Sein Sohn Johann Theodor Vagedes war zunächst Leutnant im Schorlemerischen Regiment. 1760 erhielt er eine Exepktanz auf die Nachfolge seines Vaters als Horstmarer Rentmeister.
Im Jahr 1767 heiratete der kurkölnischen Hofrat und münsterischen Regierungsrat und Referendarius des Stadtgerichts zu Münster, Johann Friedrich Christian Vagedes (* 1739), Sohn von Johann Theodor Heinrich Vagedes und dessen Ehefrau Catharina Elisabeth Magdalena, Anna Maria Henrica Coermann. Die Eheleute hatten eine Tochter namens Lisette von Vagedes, die sich mit Albert von Schilgen vermählte. Am 27. August 1780 wurden die Eheleute Vagedes-Coermann zeitgleich mit Johann Friedrich Christians Bruder, dem Münsteraner Kanoniker zu St. Mauritz Franz Anton Vagedes (1741–1811), in Österreich in den Adelsstand erhoben. Nach dem Tod von Anna Maria Henrica Coermann heiratete Johann Friedrich Christian von Vagedes ein zweites Mal. Seine Ehefrau war eine von der Decken.
1786 erhielt Georg Franz Vagedes, Kanoniker der Pfarrkirche zu Soest, den Adelsstand verliehen. 1804 wurde schließlich noch Maria Elisabeth Vagedes, verheiratet mit Adam Henning Scheffer genannt Boichorst, zusammen mit ihrem Ehemann der Adelsstand „mit zwei abgesonderten Wappen“ verliehen.
Zur Familie gehören auch die Brüder und bekannten Architekten Clemens August von Vagedes (1760–1795) und Adolph von Vagedes (1777–1842), Söhne des einstigen kurkölnischen Truchsesses und seinerzeitigen Regierungsregistrators für die Regierung und münsterischer Hofrat Johann Theodor Heinrich von Vagedes und der Constanze von Graff, die insbesondere in Münster und Düsseldorf wirkten.
Die Familie blüht bis heute (Stand: 2022).

## Persönlichkeiten
- Hinrick Vagedes, 1527–1538 Bürgermeister Delmenhorst
- Johann Friedrich Christian Vagedes (* 1739), Münsteraner Bürgermeister 1784–1792
- Clemens August von Vagedes (1760–1795), Architekt
- Adolph von Vagedes (1777–1842), Architekt

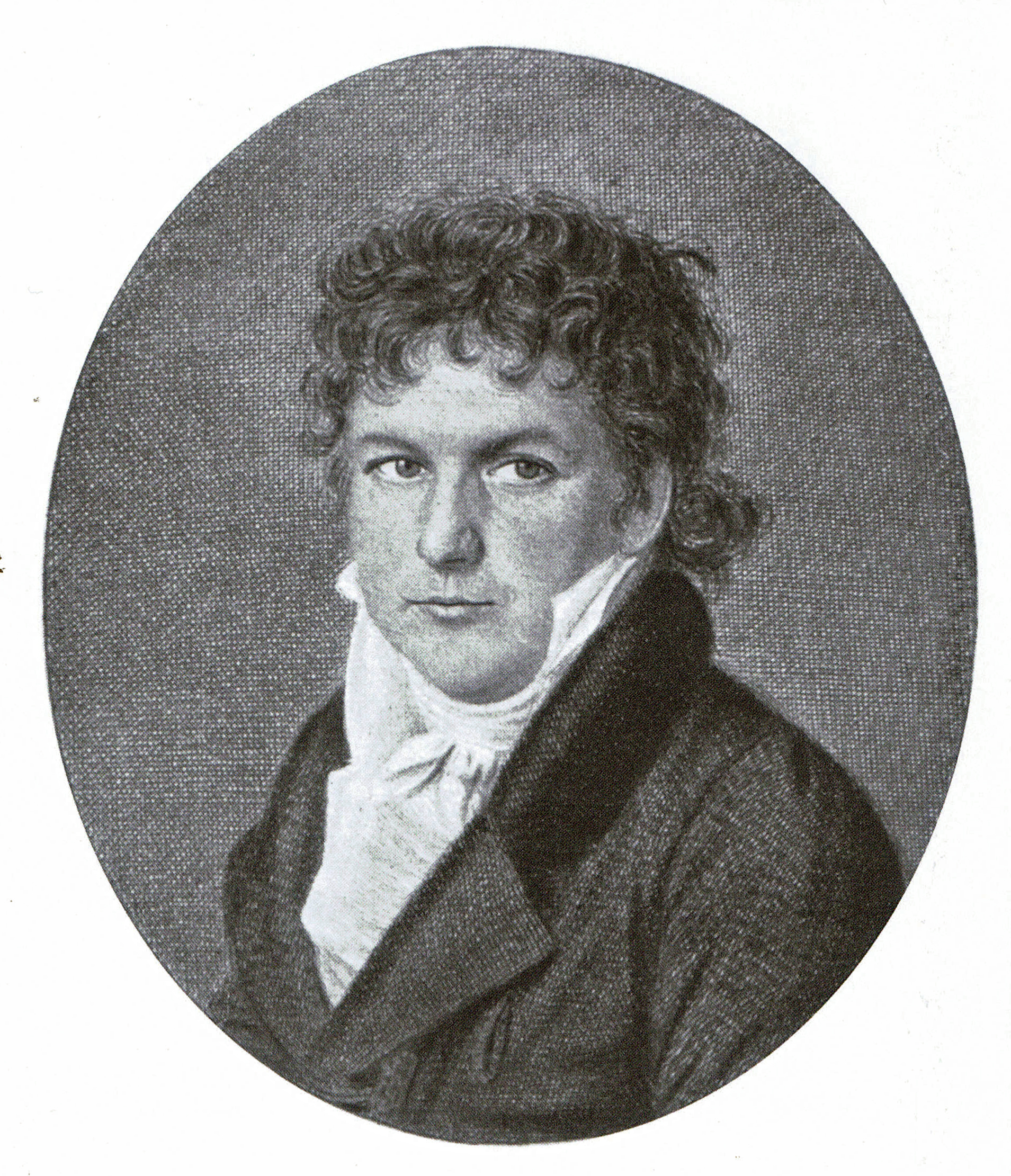
Adolph von Vagedes (1777–1842)
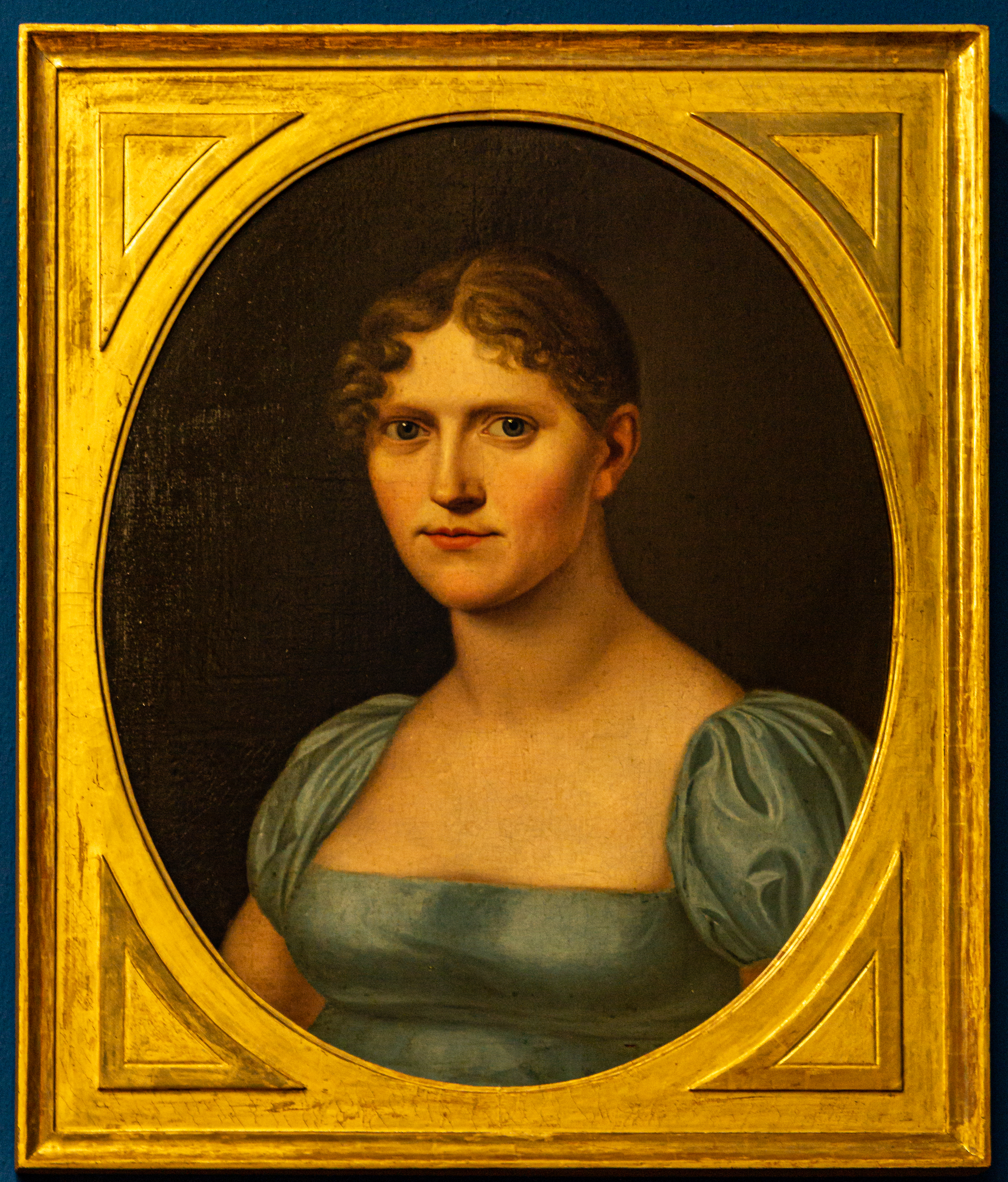
Pauline Lutterbeck, geb. Vagedes (um 1809)

## Wappen
Blasonierung: In Blau ein goldener Flügel, der sich auf dem gekrönten Helm wiederholt. Die Helmdecken sind blau-golden.

## Sonstiges
In der südlichen Aaseestadt in Münster wurde der Vagedesweg nach der Familie Vagedes benannt.
In Düsseldorf befindet sich die Vagedesstraße.